# Дукља
Дукља, односно Диоклитија (српсл. Диоклитиꙗ) је средњовјековна српска област и држава, која је постојала од 7. вијека до краја 12. вијека. Као историјска област, обухватала је јужну половину данашње Црне Горе и дио данашње сјеверне Албаније. Од 11. вијека почиње се називати и Зетом, а од краја 15. вијека и Црном Гором. Језгро дукљанске области било је подручје од Боке которске према истоку, укљућујући шири простор око Скадарског језера, од слива ријеке Зете и Мораче на сјеверу, до области око рјеке Бојане на југу, обухватајући бројне средњовјековне жупе и градове.
Државност Дукље је потврђена у 10. вијеку, кроз помен првог по имену познатог дукљанског архонта Петра, а нови успон доживљава за вријеме владавине кнезова Јована Владимира и Стефана Војислава. Међу њиховим насљедницима из династије Војисављевића, највеће заслуге за јачање и ширење државе стекли су краљеви Михаило и Бодин, који су током друге половине 11. вијека успјели да под својом влашћу уједине све српске земље.
Током 12. вијека, државна власт је знатно ослабила усљед унутрашњих династичких сукоба и јачања Византијског царства, које је поново овладало скадарском облашћу. Византијску власт је око 1185. године потиснуо велики жупан Стефан Немања, који је Дукљу прикључио држави Немањића, дајући је на управу свом најстаријем сину Вукану.
Тековине из времена државности Дукље неговане су и у држави Немањића, а некадашња држава Војислављевића је у изворима из епохе Немањића помињана и као старо, односно велико краљевство од прва.

## Етимологија
Према неким ауторима, назив средњовјековне државе Дукље потиче од имена илирског племена Доклеата (лат. Docleates), које је настањивало простор од данашње Подгорице до Никшића. Такође, неки аутори сматрају да је назив те средњовјековне српске државе могао настати и од античког града Доклеје (лат. Doclea), који се као управни град римске провинције Превалис налазио у близини данашње Подгорице. У античко вријеме било је уобичајено да географске области добијају имена по њиховим управним градовима (примјер: антички град Сирмијум и Сремска краљевина Стефана Драгутина).

Међу најважнијим историјским изворима који нас обавјештавају о томе како је град Диоклеја добила име, истиче се дјело византијског цара Константина Порфирогенита, О управљању Царством (лат. De administrando imperio), настало половином 10. вијека, гдје аутор каже:
Шта више, и град Диоклеју, коју сада држе Диоклићани, исти цар Диоклецијан подиже, због чега су становници те земље названи Диоклићанима (грч. Διοκλητιανοί).— Константин Порфирогенит — „О управљању царством“, X вијек

Три вијека касније, Порфирогенита потврђује и Тома Архиђакон (Тома Сплитски, лат. Thomas Archidiaconus), далматински хроничар и католички свештеник (родом из романске патрицијске породице). У свом дјелу Историја салонитанске цркве (лат. Historia Salonitana) из 1266. године, он наводи:
У земљи Гета, која се сада зове Србија или Рашка, дао је поред неке воде саградити град који је по својему имену назвао Диоклеја.— Тома Архиђакон — „Историја салонитанске цркве“, XIII вијек.

## Етногенеза
Супротно у јавности популистички представљаним ставовима, данашња Република Црна Гора као држава нема директну везу са Дукљом.

### Српство Дукље у средњовјековним хроникама
Средњовјековну државу Дукљу насељавали су углавном Срби, што директно и индиректно потврђује низ докумената и хроника од 9. до 13. вијека.

Франачки хроничар Ајнхард у својим Аналима (Франачка Хроника, Ајнхардов летопис, лат. Annales regni Francorum) из прве половине 9. вијека, описујући устанак панонског кнеза Људевита (818—823), помиње његов бијег Србима, 
...за који се народ каже, да посједује велики дио Далмације... (лат. ...Sorabos, quae natio magnam Dalmatiae partem obtinere dicitur...)— Ајхнард — „Франачка Хроника“, IX вијек.
Овај извор важан је за етногенезу Дукље, пошто је она за сада најстарија и прва хроника која помиње називе словенских племена на тлу римске провинције Далмације, у чијем саставу је био и предио на којем је настала склавинија Дукља. Из ње је јасно видљиво да су Срби једино словенско племе које се помиње да насељава Далмацију између експанзивне Бугарске на истоку, и пред њеном војском пребјеглог словенског племена Гудушчана на западу (у областима од данашње Лике до Сјеверне Далмације).
Византијски цар Константин Порфирогенит у свом најзначајнијем дјелу — О управљању Царством (лат. De administrando imperio), написаном половином 10. вијека, донекле потврђује Ајнхардово спомињање Срба на тлу бивше римске провинције Далмације (по њему, Србија на западу граничи с Хрватском на ријеци Цетини а за један од пограничних градова наводи Ливно, док су источне границе Србије биле у долинама Ибра и Мораве). Описујући границе и поријекло становништва Склавинија — Србије, Захумља, Травуније и Паганије, Порфирогенит у свом дјелу истиче да су у питању Срби, док у вези Склавиније Дукље изоставља име словенског народа који ју је населио. Неки научници, попут хрватског историчара Невена Будака, сматрају да је то због тога што је Дукља била до почетка 11. вијека потпуно зависна од Византије, те да је „стална присутност царства спречавала (...) ширење српске власти, па тиме и имена, на дукљанско подручје“.
Већина страних историчара у посљедња два вијека, неоптерећени утицајем политике на историјску науку и служећи се искључиво научном методологијом, сматрају логичним да су Срби словенизовали Дукљу, обзиром да су населили и предјеле дуж њених граница. Осим тога, научници се ослањају и на нешто касније изворе, углавном византијске, из којих се сасвим јасно извлачи закључак о присуству и кључној улози српског народа и његове властеле у развоју средњовјековне Дукље.

Тако Јован Скилица (грч. Ιωάννης Σκυλίτζης), византијски хроничар из 11. вијека, који је заузимао и значајне положаје у Царству (куропалата, друнгара вигле, протовестијара), у свом дјелу под називом Кратка историја (грч. Σύνοψις ιστοριών) које обухвата период од 811. до 1057. године, помињући владара Дукље, Јована Владимира (владао од 990. до 1016), каже:
Јер док је Трималијом и оближњим областима Србије (грч. Τρυμαλιας καί των άγχοτάτω Σερβίας μερών) владао Владимир, по кћери Самуилов зет, човек правичан и мирољубив и пун врлине, прилике у Драчу су биле мирне.— Јован Скилица — „Кратка историја“, XI вијек

Описујући тежак пораз архонта Драча при походу на дукљанског владара Стефана Војислава, Скилица даље наводи:
Он упаде у земљу Трибала (грч. εις Τριβαλλούς), пролазећи путевима стрмим и кршним и врлетним и тесним тако да упоредо нису могла ни два коњаника да иду. Срби су њима, како се прича, намерно дозволили и допустили да улазе, док се он (Михаило) није бринуо нити o повратку нити је остављао довољно јаку стражу по теснацима. Проваливши овај је пустошио и палио поља док су Срби заузели и чували теснаце и стрмовита места на путу (грч. της τρίβου) и чекали на повратак...— Јован Скилица — „Кратка историја“, XI. вијек
 Ови извори су веома важни због тога што јасно говоре о присуству српског народа у Дукљи у 11. вијеку, као и о синониму ријечи "Трибал", "Травуњанин" и „Србин“ код византијских владара и хроничара, који су очито вођени жељом да поистовјете бивше становнике и поданике из области Поморавља, Подунавља и дијела Паноније са Србима који су населили поменута подручја, истичући своје право господарења и над њима. Често се од стране Византинаца (из времена династије Комнина) за Србе користио и назив "Далмати" (нпр. код Кинама), што опет указује на њихово присуство на тлу бивше провинције Далмације, а за Србе смјештене сјевероисточније и "Дачани". Према објашњењу Константина Јиречека, ради се о „моди да се савремени народи називају античким именима“, која је код Византинаца превладавала од 11. до 14. вијека.

Такође, саму Дукљу, византијски извори до краја 11. вијека чешће зову Србијом. О поменутом устанку Срба у Дукљи против Византије, Јован Скилица још пише:
И Србија (ή Σερβία), која се после смрти цара Романа била одметла, поново се покори. Јован посла цару који је боравио, како рекосмо, у Солуну, десет кентенарија злата, али брод, захваћен олујним ветром, удари на илирске обале (грч. τοις Ίλλυρικοΐς ... αΐγιαλοΐς) и разби се. Злато приграби Стефан Војислав, архонт Срба (грч. Στέφανος δ καΐ Βοϊσθλάβος, δ των Σέρβων άρχων), који је био пре кратког времена побегао из Цариграда и заузео земљу Срба (грч. τον τόπον των Σέρβων), протеравши оданде Теофила Еротика...— Јован Скилица — „Кратка историја“, XI вијек

Исти догађај описује и византијски аристократа Кекавмен (грч. Κεκαυμένος) у свом дјелу "Стратегикон" (грч. Στρατηγικόν) из 1087. године, гдје дукљанског владара Стефана Војислава сматра Србином поријеклом из Травуније:
Тако уради у Дукљи Травуњанин Србин капетану Драча, Михаилу, сину логотета (грч. ...όποιον έποίησεν ό Τρφούνιος ό Σέρβος τω κατεπάνω Δυρραχίου Μιχαήλ τω του λογοθ-έτου υίω εις Διοκλείαν...), и уништи његову војску која је бројала преко 40.000...— Кекавмен — „Стратегикон“, XI вијек
Византијска принцеза и хроничарка Ана Комнина (грч. Άννα Κομνηνή), у својој "Алексијади" (грч. Αλεξιάς) из 1148. године, српске краљеве Михајла Војислављевића и његовог сина Константина Бодина, назива „егзарсима Далмата“, а просторе Дукље и унутрашње Србија — „Далмацијом“. Као и њени претходници, Ана Комнина архаизира имена народа према старим римским провинцијима, такође користећи имена „Срби“ и „Србија“ у истом дјелу као синониме за „Далмате“ и „Далмацију". Разлог због чега је код неких византијских хроничара за српско име у Дукљи и околним областима често коришћено и архаично, далматинско, најбоље објашњава други византијски историчар, Јован Кинам (грч. Ἰωάννης Κίνναμος), у свом дјелу "Епитоме" (грч. Επιτομή) из 1180—1183. године, из којег се види да је за њега тврђава Рас још увијек у Далмацији, а Србе сматра „далматским народом“ (грч. Σέρβιοι, ε-8-νος Δαλματικών).
Михаило Глика (грч. Μιχαήλ Γλυκάς), византијски хроничар, књижевник и теолог, такође из 12. вијека, у својој "Хроници Свијета" (грч. Βίβλος χρονική περιέχουσα την ιστορίαν της Βυζαντίδος) је мање двосмислен по питању савремених имена народа. У вези напред поменутог пораза Византинаца од стране дукљанских Срба, пише: 
Када је устанак избио у Србији, писао је он (...) гувернеру Драча, који је марширао против Срба (...) Под наредбом цара да угуши устанак у Србији (грч. πάνυ τοῖς Σέρβοις), он окупи војску од 60.000 људи и умаршира у земљу Трибала, али нападне на тако неискусан начин да је проузроковао пад 40.000 људи и 7 генерала...— Михаило Глика, „Хроника Света“, XII вијек.

Од домаћих средњовјековних аутора који помињу Дукљу као једну од српских држава, истиче се Теодосије Хиландарац, Доментијанов ученик, који у свом дјелу Житије Светог Саве из 1292. године, наводи: 
Овај беше син великог жупана Немање, владара српског, који самодржавно владаше свим српским земљама што се зову: Диоклитија, Далматија, Травунија, на истоку се Илирији приближавајући, а на западу на Римску област наслоњени.— Теодосије Хиландарац — „Житије Светог Саве“, XIII вијек
Историчар Сима Ћирковић објашњава да већина извора из XI столећа становништво Дукље означавају као Србе а њихову земљу често називају Србијом. Он наводи да је питање етничке припадности Дукљана, које је стручно питање, до сада било исполитизовано.

### „Барски родослов“ и теорија о „Црвеној Хрватској“
У вези Дукље и Далмације занимљива је и контроверзна хроника — "Љетопис Попа Дукљанина" (Барски родослов, лат. Gesta regum Sclavorum), за коју није познат податак када је написана, тако да се око године (па и вијека) настанка оригинала, историчари често споре (углавном се сматра да се ради о половини 12. вијека). У њој аутор, католички свештеник, (чији је црквени чин, као и идентитет, такође предмет размимоилажења) Дукљу на основу наводних легенди тога времена, једним дијелом смјешта у "Црвену Хрватску" (лат. "...Croatiam Rubeam vocavit..."), која се назива и "Горњом Далмацијом" (лат. "...quae et Superior Dalmatia dicitur et.") „Љетопис“ је једини историјски извор који помиње Хрватску на тлу Дукље.
Пошто је дјело писано од стране католичког свештеника, занимљиво је да се Дукља као дио „Црвене Хрватске“, ако не у византијским, не спомиње ни у другим католичким документима тог времена, већ je, напротив, и у њима везана углавном уз Србију. То нарочито потврђују средњовјековне титуле барских надбискупа ("Примас Србије", лат. "Primas Serviae"), као и у том контексту помињање "Српске цркве" у Дукљи и "Срба Дукљана" (лат. "Serblos Diocleates" ... "Diocleates Serbiensi" ... "Serblianae Ecclesianae") у дјелима најугледнијих католичких црквених историчара Балкана (Фарлати, Ричепути, Колети: "Illyrici Sacri").

Неки хрватски тумачи историје, користили су овај извор као доказ о „хрватству Дукље“. Ипак, ваља поменути да је било и другачијих, супротних примјера, посебно од стране најугледнијих хрватских интелектуалаца. Међу њима истиче се и један од најзначајнијих хрватских и свјетских слависта друге половине 19. вијека, Ватрослав Јагић, који је у дјелу "Хисторија књижевности народа хрватскога и српскога" написао: 
У једноме од овакиех манастира заподједе се по мојем мишљењу први основ оне словјенске кронике, коју, како наприед рекосмо, безименовић поп дукљански у 12. виеку преведе са словјенскога на латински језик. Знајући ми гдје је лежао стари град Дукља (близу данашње Подгорице); знајући и то, што већ једном истакосмо, да је пред Немањино доба управо по горњој Далмацији, уз јадранско приморје, најбуднијим животом живио народ србски; имајући напокон пред очима саму садржину дукљанске кронике по латинском приеводу, нетребамо ни за час посумњати, да се под онием словјенским језиком разумиева језик старосрбски.— Ватрослав Јагић — „Хисторија књижевности народа хрватскога и српскога“, 1867. г.

## Историја
Историја Дукље дијели се на четири периода:
- Првобитна кнежевина Дукља, од средине 7. до средине 10. вијека
- Епоха Јована Владимира, крајем 10. и почетком 11. вијека
- Дукља у држави Војислављевића, током 11. и 12. вијека
- Дукља у држави Немањића, од краја 12. вијека

### Првобитна кнежевина Дукља
Према писању Порфирогенита, у поменутом дјелу О управљању Царством из половине 10. вијека, земља (Склавинија) Дукља је "...поново насељена у вријеме цара Ираклија...". Од истог аутора сазнајемо и имена градова новонасељене Дукље: Градац, Новиград и Лонтодокла. На простору од Бока которске до ријеке Бојане, створена је „протодржава“ на челу с архонтом непознатог имена, као што је наведено у често оспораваном "Љетопису Попа Дукљанина". Из истог извора сазнајемо да су га са пријестола свргнули, послије дугог ратовања, требињски кнезови, у 9. вијеку. Дукља тога времена била је подложна цару Византије, као и остале сусједне Склавиније које помиње Порфирогенит.
Први познати владар Дукље, био је архонт (кнез) Петар, који је владао у 10. вијеку, а познат је само на основу два печата. Први се чува у Берлину, а на њему је грчким језиком написано: Петар, архонт Дукље, Амин. Други печат је откривен у тврђави Облун, а на њему се налази грчки натпис који у преводу гласи: Господе спаси слугу твојег Петра.

### Епоха Јована Владимира
Слиједећи познати дукљански владар био је кнез Јован Владимир, који се први пут спомиње 990/991. године. Сматра се да је он био Петров потомак, те да су његови преци из Травуније завладали Дукљом. Сједиште му је било поред манастира Пречисте Крајинске. Био је вазал цара Самуила, чијом се кћерком Теодором (Косаром), оженио. Убијен је на превару 22. маја 1016. године у Преспи, од стране Самуиловог братанца Јована Владислава. Култ овог првог српског светитеља још је увијек жив, а његове мошти налазе се у манастиру Шин Ђон (Свети Јован) у Елбасану (данашња Албанија).
Дукља је била издијељена на девет жупа, од којих је пет гравитирало Скадарском језеру (Лушка, Подлужје, Купелник, Облик и Црмница), док је једна била континентална (Горска), а три су биле у Приморју (Прапратна, Кучева и Грбаљ).

### Дукља у држави Војислављевића
Након смрти цара Василија II (1025), Византија се нашла у наглом опадању. Ово је покушао одмах да искористи мјесни господар Дукље, Стефан Војислав, поријеклом из Травуније. Подигао је устанак, током 1034. године, који је привремено угушен (1036), а он заробљен и одведен у Цариград. Ускоро се ослободио заточеништва и вратио у Дукљу те поново заузео владарску позицију већ 1037/1038. Успио је да се одбрани од Теофила Еротика, намјесника Драча, а затим је нападао на остале српске области које су још увијек признавале византијску власт. Зиме 1039/1040. на дукљанској обали насукао се један византијски брод с великим благом и златом, које је 1040. Војислав одмах приграбио. Када је одбио Царев захтјев да му га врати, овај је 1040. на њега послао војску која је жестоко потучена, тако да јој се и заповједник једва спасио.
Дуго потискивано незадовољство због мијењања натуралног система дажбина и злоупотреба византијских намјесника, испливало је 1040. године, када је у Београду избила побуна вођена Петром Одељаном, који је за себе тврдио да је унук Самуилов и син Гаврила Радомира (види:Словенски устанак против византијске власти (1040—1041). Устанак се брзо проширио на југ, преко Ниша и Скопља у Македонију, а Одељан се прогласио царем. Тада је букнуо још један устанак, овога пута у Драчу. Предводио га је извјесни Тихомир, којега су сљедбеници такође ускоро изабрали за цара. Устаници су вјероватно неко вријеме наступали заједно, а затим је Одељан ликвидирао такмаца. Међутим, тада се међу устаницима појавио још један, овога пута несумњиви Самуилов унук — Алусијан, син Јована Владислава, који је дошао да се придружи из Јерменије, гдје је био византијски стратег. Као други унук, он је постао Одељанов савладар. У неизбјежном сукобу између двојице владара, Алусијан је пред Солуном ослијепио Одељана (1041) и пребјегао Византинцима, у потпуности обезглавивши устанике који су убрзо потучени.
Византија се тада поново окренула Војиславу, пославши 1042. на њега велику војску предвођену човјеком без већег војног искуства. Војска је имала успјеха у низини, заузимајући градове и пљачкајући, али им је Војислав затварао један по један кланац за леђима. Када су се Византинци упутили натраг, он их је са својим ратницима напао стијењем и стријелама у једној сутјесци и уништио већи дио непријатељске војске. Сада је имао слободне руке да своју власт не само учврсти у Дукљи и Травунији, већ да је прошири и на Захумље и да напада Рашку, гдје су тамошњи жупани још увијек признавали византијску врховну власт.
Војислава је прије 1055. наслиједио син Михаило (1055—1081). Овај је са Византијом ступио у боље односе, те је од цара добио и титулу протостапара 1077. године. Михаило се од 1078. у папским документима први пута спомиње као "краљ Словена" (лат. "... Michaeli Slavorum regi..."), а титула му се односила на Србе (лат. "Michael suit Slavorum Serblorum Rex...").
Након пораза код Манцикерта македонски Словени, незадовољни фискалном политиком Византије, почели су да припремају побуну. Ступили су у везу са Михаилом тражећи од њега помоћ и предлажући му да његов син Константин Бодин постане владар нове државе. Михаило је пристао, те је послао сина и 300 ратника предвођених војводом Петрилом у Призрен гдје су се скупиле вође устанка, међу којима је најугледнији био Ђорђе Војтех из Скопља (види:Словенски устанак у Поморављу 1072.). Ту је Бодин 1072. проглашен за цара под именом Петар III. Намјесник теме Бугарске је потучен, па је заузето Скопље, а након тога Бодин/Петар је кренуо и на Ниш. Петрило је освојио Охрид и Девол, те опсјео Костур, гдје је потучен, па се околним путем једва вратио у Дукљу. Војтех је предао Скопље под условом да лично буде поштеђен. Упркос оваквом односу снага и већ поодмаклој зими, Бодин је одлучио да заподјене битку код мјеста Пауни на Косову, али је поражен. Затворен је чак у Антиохији, али је Михаило потплатио неке Млетачке трговце, који су успјели да га одатле извуку.
Послије овога нема неких одређених вијести о Михаилу, али како му је сусјед на мјесту драчког стратега постао вјешти војсковођа Нићифор Вријеније, претпоставља се да га је овај у својим енергетичним походима натјерао на ближу послушност. Године 1081. Михаило је оженио свога сина ћерком виђеног норманског присталице из Барија, Архирица.
У вријеме норманског напада на Драч (1081) Бодин је прво пратио царске чете наносећи Норманима мање ударце, заједно са мјесним Албанцима. Када је дошло до одлучујуће битке под зидинама града Драча, Бодин је остао неутралан, а када је видио да је побједа у рукама Нормана, покупио се и одлучио да искористи тешко стање Византије, заузевши Босну и Рашку (по Барском родослову). Сматра се да су два кључна догађаја, „међаша“, у стогодишњим борбама за превасходство над српским земљама између Дукље и Рашке били: први, већ поменути догађај из 1083/1084. године, када је краљ Бодин проширио своју власт на Рашку и Босну, те други, 1185. године, када је Стефан Немања заузео посљедњи град у власти дукљанског кнеза Михаила — Котор, чиме је Дукља, као самостална држава, престала да постоји. Тако дуг сукоб још се чини занимљивији уз чињеницу да су дукљанска и рашка династија имале блиске породичне односе, као и то да су обје државе непрестано тражиле политички ослонац у Византији и Угарској. Неки историчари сматрају да се дукљанско-рашки сукоб може посматрати, као и већина средњовјековних сукоба, кроз привредну димензију "у што треба уклопити и интересе великих сила — Угарске и Византије". Дукља је, дакле, свој највећи успон имала у вријеме Бодинове власти (1081—1099), када је држала Травунију и Захумље (под непосредном влашћу Бодинових сродника), те Босну и Рашку (под влашћу вазалних господара). Сматра се да је Бодин остваривао извјестан надзор над привредним ресурсима вазалних области, те да је у сврху протока робе из унутрашњости обезбјеђивао (могуће и градио) путеве до приморских градова у Дукљи, чиме је омогућио и њен трговински процват. Вјерује се да је у ту сврху извршио и двогодишњу опсаду Дубровника (1092—1094).
Између 1085. и 1090, у вријеме док је драчки стратег био Јован Дука, Бодин се поново сукобио са Византијом. Дука га је потукао и заробио, али се он већ 1091. налазио поново на власти. Бодин, као најмоћнији српски владар тога времена, поставио је браћу (његове дворјане), Вукана и Марка, да управљају Рашком. Вукан је у три наврата (1093, 1094. и 1106) наставио с нападима на Византију, продирући све до Скопља, Тетова и Врања, али није успио трајно да их задржи. Тиме се створило ново српско државно средиште, те је улога старе Рашке епископије постала све значајнија. Жупан Вукан је у вријеме преговора с царем Алексијем Комнином (1093—1094) за ратне сукобе окривио локалну византијску властелу, тврдећи да су они "не желећи да остану у сопственим границама, вршили разне упаде и нанијели не малу штету Србији".
У зиму 1096/1097. крсташи под Ремоном Тулуским пролазили су обалом источног Јадрана а краљ Бодин их је пријатељски примио у Скадру, но ипак није могао да натјера своје поданике да их не нападају. Бодин је преминуо фебруара или марта 1099. године, након чега је отпочела борба међу властелом око упражњеног пријестола. Постојале су двије главне струје које су настојале да завладају Дукљом — прва је била струја Бодинове жене Јаквинте, а друга Бодиновог полубрата Доброслава, који је имао већу подршку домаће властеле и на тај начин је и преузео владарску позицију.
Раздор међу властелом у Дукљи омогућио је поновну превласт Византије у тој српској држави. Спорадичне вијести о приликама које су владале у Дукљи и Рашкој у првој половини 12. вијека, што се тиче домаћих извора, могуће је пронаћи у Житију светог Симеона Стефана Првовјенчаног, или пак у Барском родослову, који је ипак нешто прецизнији у својим вијестима из тога времена. На основу тих извора, сазнајемо како је Кочапар, најближи Бодинов рођак, склопио савез са (од Бодина постављеним) рашким великим жупаном Вуканом, који је 1094. године такође постао византијски вазал. Заједничким снагама, Кочапар и Вукан, битком на Морачи (1102) успјели су да свргну Доброслава и протјерају га у Рашку. На пријестолу Дукље сада је био кнез Кочапар, којим је практично управљао Вукан. Но, и тај савез био је краткога вијека, те Вукан шаље своју војску у Дукљу, приморавајући Кочапара да побјегне у Босну. Ондје се Кочапар оженио кћерком босанскога бана, а погинуо је у борбама у Захумљу. Вукан је успио да ојача, те је поново покушао да укине вазални однос према Византији, нападајући царске посједе на Косову 1066. године, али није успио у својим намјерама, без обзира на значајне војне побједе.
Након Кочапаровог бијега, на дукљанско пријестоље попео се унук краља Михаила, Владимир, који се оженио Вукановом кћерком. Такве прилике одобравала је и сама Византија, која је, искористивши рашко-дукљанске сукобе, обје стране држала у вазалном односу. Владимир је након дванаест година владања отрован од стране својих дворјана, које је подговорила Јаквинта, у намјери да на пријесто постави свог и Бодиновог сина Ђорђа. Промјена је и успјела 1111. године, а у међувремену је умро Вукан, што је довело до превирања и метежа у Дукљи и Рашкој, како свједочи Стефан Првовјенчани. На рашко пријестоље, уз помоћ Угарске, дошао је Завида, којег су пак свргнули синови Вукановог брата Марка, Урош и Стефан Вукан. Завида је уточиште нашао у Горњој Зети, на старим породичним посједима, гдје се и родио. Ђорђе је покушавао да учврсти своју власт, чувајући се претендената из Захумља и Травуније, који су подржавани од стране Византије. Будући византијски цар Јован Комнин, свргнуо је Ђорђа након његове двогодишње владавине (1113/1114), и поставио на дукљански трон заточеног Грубешу. Ђорђе је успио да се склони у Рашку код Уроша, који више није био византијски, већ угарски вазал, а његова мајка Јаквинта ухваћена је код Котора и одведена у Цариград, гдје је умрла. Ђорђе је 1121. године код Бара поразио Грубешу (који је погинуо у боју) уз Урошеву помоћ и вратио своје владарско мјесто, али је 1124. Византија поново наметнула своју власт у Рашкој, гдје је на великожупански пријесто вратила Завиду. Грубешин брат Градихна, оженио се у Рашкој гдје је покушао да преузме власт. Међутим, Ђорђе је интервенисао око 1126. и на рашку владарску столицу вратио Уроша, те је Градихна избјегао у Захумље, а потом у Драч код Византинаца.
До 1127. године и Рашка и Дукља су наново установиле свој антивизантијски став, те је Византија морала да интервенише, како би задржала свој вјековни утицај на те српске земље. Стога је царевина војно потпомогла Грубешину браћу, Градигхну и Драгихну, који су упали у Дукљу. У међувремену је и Урош постао византијски вазал, тако да је и он извршио војни поход против свог доскорашњег савезника Ђорђа. Он је ухваћен у Котору и свој живот је завршио у цариградској тамници. На пријестоље Дукље попео се Градихна, који је у релативном миру владао једанаест година. Након његове смрти, превага у снази прешла је на страну Рашке, посебно након што је Травунијом завладао Урошев син Деса (око 1144. године), када Дукља почиње да губи све више територија које је држала. Таква ситуација је дукљанске владаре приморавала на тешње вазалство Византији. Према Барском родослову, дукљански кнез Радослав, штићеник Манојла I Комнина, морао је да иде у Цариград како би потврдио своју власт. Слиједећих четрдесет година моћ Дукље је све више опадала. Посљедњег дукљанског кнеза Михаила, поразио је Стефан Немања, велики жупан Србије, брат Тихомира Завидовића и родоначелник династије Немањића.

### Дукља у држави Немањића
Котор и јужни дијелови Дукље постали су интегралним дијелом државе великог жупана Стефана Немање до јануара 1186. године. Освајање се дешавало током рата између Рашке и Византије, који је, с прекидима, трајао од 1183. до 1190. године. Послије окончања српско-византијског сукоба, држава Стефана Немање проширена је у правцу истока и југа.
У Хиландарској оснивачкој повељи, коју је издао Стефан Немања 1198. или 1199. године, тада као монах Симеон, он не помиње никакво освајање или отимање туђих територија, већ каже:
Бог премилостиви утврди Грке царевима, а Угре краљевима, и сваки народ раздели, и закон даде и нарави установи (...) Стога по многој својој и неизмерној милости и човекољубљу дарова нашим прадедовима и нашим дедовима да владају овом земљом српском (...) И обнових своју дедовину и већма утврдих Божјом помоћу и својом мудрошћу, даном ми од Бога, и подигох пропалу своју дедовину и предобих: од морске земље Зету и са градовима, а од Арбанаса Пилот, а од грчке земље Лаб са Липљаном, Дубочицу, Реке, Загрлату, Левче, Белицу, Лепеницу.— Свети Сава — Хиландарска повеља Сиемона Немање, XII вијек

Још потпунија обавјештења о тим догађајима саопштава његов насљедник и син Стефан Првовјенчани у Житију Светог Симеона, гдје вели: 
Иако ме тада није било нити памтим шта је било о рођењу његову, ипак сам слушао да је био велики метеж у овој страни српске земље, и Диоклитије и Далмације и Травуније, и да су родитељу његову браћа му завишћу одузели земљу. А он изиђе из буна њихових у место рођења својега, по имену Диоклитија. (...) Победи непријатеље своје као Мојсеј Амалика, крст Христов неослабно носећи пред очима и њиме односећи победу над непријатељским варварима. Поврати Диоклитију и Далмацију, отачаство и рођење своје, праву дедовину своју, коју је насиљем држао грчки народ, и градове у њој, сазидане од руку њихових, тако да се прозвала грчка област, а којима су имена: Дањ град, Сардоники град, Дриваст, Росаф град звани Скадар, град Свач, град Улцињ, град славни Бар. А Котор остави, утврди га и пренесе свој двор у њ, који је и до данас. Остале градове пообара, и поруши, и претвори славу њихову у пустош, истреби грчко име, да се никако не помиње име њихово у тој области. Народ свој у њима неповређен остави да служи држави његовој, са страхом, и са уреченим данком од Светога.— Стефан Првовјенчани — Живот Светог Симеона, XIII вијек
Уочава се да Стефан Немања не употребљава античке називе „Далмација“ и „Диоклитија“, већ домаћи назив „Зета“, што упућује на констатацију да се политичко језгро из Дукље помјерило према сјеверозападу, у долину ријеке Зете. Назив „Зета” био је познат већ 1075. године поменутом византијском хроничару Кекавмену, који каже да је и Зета била под влашћу кнеза Војислава, као и градови (теме) Далмације.
С укидањем византијске управе, Дукља (Диоклитија) и Далмација постају саставним дијелом државе Стефана Немање и његових насљедника. Од јужних приморских градова, Стефан Немања није успио да освоји једино Дубровник, којег је напао 1184. године, успомоћ своје браће, хумских господара и непосредних сусједа Дубровнику, Мирослава и Страцимира. Дубровник је пружио снажан отпор (као и Корчула), те је на крају потписан уговор о миру и слободној трговини.
Дукљу и јужну Далмацију без Дубровника, српски велики жупан повјерио је свом најстаријем сину Вукану око 1185. године, што је било у складу с тадашњим обичајем да се државна територија дијели између мушких чланова владареве породице, те су стваране удионе кнежевине.
Стефан Немања се добровољно одрекао пријестола и одлучио да се замонаши, па је поводом тога сазвао државни сабор (1196) на којем је за свог насљедника одредио млађег сина Стефана. Старијем сину Вукану додијелио је титулу „великог кнеза“, изједначивши га у достојанству са „великим жупаном“, али не и у врховној власти у држави. Вукан се помиње као „удиони кнез” 1190, а 1195. године као „краљ”: Дукље, Далмације, Травуније, Топлице и Хвосна, али је „господин Немања велики жупан” врховни владар државе. Титула „краља” употребљена је уз Вуканово име у складу с традицијом, јер су раније Дукљом владали краљеви, потомци Стефана Војислава и његовог сина краља Михаила. У састав Вуканове „удионе кнежевине” ушле су: Дукља, Далмација, Требиње (Травунија), Хвосно (Метохија) и Топлица, тј. југозападни дио тадашње српске државе. Убрзо послије Немањиног силаска с пријестола и замонашења, изгледа да велики кнез Вукан више није признавао врховну власт великог жупана, односно свог млађег брата Стефана Немањића.
Вукан је потражио војну помоћ Угарске, па је средином 1202. године протјерао Стефана Немањића из Рашке и заузео пријесто великог жупана. Борбе су настављене и слиједећих година у којима је Стефан Немањић постепено потискивао Вукана, тако да је успио да се врати на великожупански пријесто, крајем 1204. или 1205. године. Послије завршетка грађанског рата, великом жупану Стефану Немањићу припала је врховна власт у цијелој држави, док је велики кнез Вукан задржао своју удиону кнежевину, која је обухватала Дукљу, Далмацију и Требиње. На овој територији удиони кнез је имао широка овлашћења као и раније, па се понашао као прави владар. Имао је своју властелу, своју војску, посебне приходе, управни апарат, одржавао је дипломатске везе са папама и угарским краљем, признавајући неко вријеме његову врховну власт, а заслужан је и за одржавање Барског црквеног сабора (1199), на коме је озваничено стварање Барске надбискупије.
Вуканов насљедник постао је велики кнез Ђорђе, који се такође помиње са титулом „краља”, која се односила само на територију којом је господарио. Права удионог кнеза и наслијеђени елементи државности Дукље нису претрпјели осјетније промјене ни када је Стефан Првовјенчани добио краљевску титулу и круну 1217. године, коју су му донијели папски легати преко Сплита. Тадашње прилике на Балкану, посебно оснивање Латинског царства у Цариграду и разбијање старог Византијског царства на више дијелова, утицале су на крунисање Стефана Првовјенчаног, који се више везао уз римокатоличку цркву. Међутим, неуспјешан крсташки поход угарског краља Андрије, као и погибија латинског цара Петра Куртене, утицале су да се Стефан врати старој линији, чиме су постављени темељи за успостављање аутокефалне Српске цркве 1219. године. Оснивач самосталне Српске православне цркве, први архиепископ и организатор, био је Растко Немањић (Св. Сава), који је у младости владао Захумљем. Тиме се православно становништво Дукље, Далмације и Требиња, нашло под духовном јурисдикцијом Зетске православне епископије, са сједиштем у Храму Св. Архангела Михаила на Превлаци. Димитрије Хоматијан, охридски архиепископ, оштри противник српске црквене аутокефалности, ипак је писао да је Србија побожна земља, украшена „чашћу ваљаног морала сваке врсте“.
Удиони дукљански кнез Ђорђе са својим одредом и сарадницима придружио се војсци краља Владислава, који је јуна 1237. године боравио на Цетини. Неколико година касније, кнез Ђорђе је дозволио улцињском бискупу да се потчини дубровачком надбискупу. Године 1247. Дубровчани су преко папске курије испословали да се барски каптол подвргне Дубровнику, те када је дубровачки каноник Матеј дошао у Бар да изврши рјешење, вјерници су узвикивали: „Шта се нас тиче папа? Наш је папа господин наш краљ Урош!“, што је само по себи указивало на његову вјерску толерантност. Владавина кнеза Ђорђа Дукљом окончана је око 1248. године, а сахрањен је у Сопоћанима. Наслиједио га је млађи брат Стефан (Вукановић), такође син великог кнеза и „краља” Вукана, који је у Морачи подигао велики манастирски комплекс и храм посвећен Успењу пресвете Богородице.
У периоду између 1190. и 1253. године Немањићи нису угрожавали или разарали затечене елементе државности на територији Дукље, већ су затечени елементи државности брижљиво чувани и његовани, све до средине шесте деценије XIII вијека, када је краљ Урош I одлучио да укине удионе кнежевине и у Захумљу и у Дукљи. Послије његовог насилног свргавања с пријестола (1276), насљедник, краљ Стефан Драгутин, дао је својој мајци, краљици Јелени Анжујској: Зету, Требиње, крајеве око Плава и Горњег Ибра. Краљица Јелена је господарила скоро самостално својим областима од 1276. до 1308. године и била је велики заштитник католичког живља у Дукљи. Посједовала је дворове у Требињу, Скадру, Брњацима на Ибру, а вјероватно и у другим мјестима. Пред крај живота замонашила се у храму Св. Николе у Скадру, а сахрањена је у манастиру Градац.
Краљ Милутин је 1308. године дао Зету и Требиње свом сину Стефану Урошу III Дечанском, којег су Млечани у документима називали „краљем Дукље, Албаније, Захумља и Приморја”. Био је то један од посљедњих помена античког имена Дукље, који је замијењен називом „Зета“.

## Црквено уређење
На ширем простору средњовјековне Дукље вјековима су се укршали утицаји западног и источног хришћанства, а у обредној (литургијској) пракси била су заступљена сва три обреда: латински, грчки и словенски. Иако су извори за најранији период од 7. до 9. вијека веома оскудни, поуздано се зна да је на засједању Седмог васељенског сабора (787) учествовао је и тадашњи которски епископ Јован.
Током 10. вијека, у вријеме поновног јачања Византијског цартава и територијалног ширењеа Драчке теме према сјеверу, постепено се ширила и надлежност православне Драчке митрополије, која је била под јурисдикцијом Цариградске патријаршије. Крајем 10. и почетком 11. века, Драчка митрополија је под својом јурисдикцијом имала чак 15 епархија, укључујући и поједине епископије у околном арбанашком и српском залеђу (Кројанска, Љешка, Пилотска, Дривастанска, Скадарска, Барска, Дукљанска).
Једно од најважнијих питања које се односи на вјерску историју Дукље тиле се тачног времена и начина уздизања римокатоличке бискупије у Бару на степен надбискупије. То питање је предмет бројних и дуготрајних расправа у домаћој и страној историографији, а разлике међу истраживачима проистичу првенствено из неслагања поводом питања о аутентичности извесних спорних исправа, које су датиране (стварно или фиктивно) у 11. или 12. вијек.
Након темељитих дипломатичких анализа, већина истраживача је прихватила став да наводна повеља о осивању Барске надбискупије, која се приписује папи Александру II, а која је датирана 18. мартом 1067. године, представља фалсификат из 13. вијека. Насупрот томе, слична сагласност не постоји поводом друге спорне повеље, која се приписује противпапи Клименту III, а која је датирана 8. јануаром 1089. године. Иако поједини истраживачи сматрају да је реч о аутентичном документу, новије анализе су показале да се вјероватно ради о фалсификату, који је такође могао настати током 13. вијека, а сачуван је у веома позном препису, који потиче тек из 16. вијека.
Први изричити и неспорни подаци о званичном признању Барске надбискупије од стране Рима потичу тек са краја 12. вијека, односно из времена владавине Вукана Немањића, који је као драљ Далмације и Дукље владао српским Приморјем. Ступивши у преговоре са римским папом Иноћентијем III, краљ Вукан је 1199. године успио да обезбеди званичну потврду постојања Барске надбискупије, а ти поводом је исте године одржан и чувени Барски сабор, на коме је заокружен процес стварања нове надбискупије у Бару.

## Извори и литература
Извори
- Живковић, Тибор (2009). Gesta Regum Sclavorum. 2. Београд-Никшић: Историјски институт; Манастир Острог.
- Кунчер, Драгана (2009). Gesta Regum Sclavorum. 1. Београд-Никшић: Историјски институт; Манастир Острог.
- Мијушковић, Славко, ур. (1988) [1967]. Љетопис попа Дукљанина (2. изд.). Београд: Просвета & Српска књижевна задруга.
- Moravcsik, Gyula, ур. (1967) [1949]. Constantine Porphyrogenitus: De Administrando Imperio (2. изд.). Washington: Dumbarton Oaks Center for Byzantine Studies.
- Mošin, Vladimir, ур. (1950). Ljetopis popa Dukljanina. Zagreb: Matica hrvatska.
- Острогорски, Георгије; Баришић, Фрањо, ур. (1966). Византијски извори за историју народа Југославије. 3. Београд: Византолошки институт.
- Острогорски, Георгије; Баришић, Фрањо, ур. (1971). Византијски извори за историју народа Југославије. 4. Београд: Византолошки институт.
- Perić, Olga; Matijević-Sokol, Mirjana; Katičić, Radoslav (2003). Toma Arhiđakon: Historia Salonitana: Povijest salonitanskih i splitskih prvosvećenika. Split: Književni krug.
- Pertz, Georg Heinrich, ур. (1845). Einhardi Annales. Hanover.
- Scholz, Bernhard Walter, ур. (1970). Carolingian Chronicles: Royal Frankish Annals and Nithard's Histories. University of Michigan Press.
- Thurn, Hans, ур. (1973). Ioannis Scylitzae Synopsis historiarum. Berlin-New York: De Gruyter.
- Ферјанчић, Божидар (1959). „Константин VII Порфирогенит”. Византијски извори за историју народа Југославије. 2. Београд: Византолошки институт. стр. 1—98.
- Flusin, Bernard; Cheynet, Jean-Claude, ур. (2003). John Scylitzès: Empereurs de Constantinople. Paris: Lethielleux.
- Шишић, Фердо, ур. (1928). Летопис Попа Дукљанина. Београд-Загреб: Српска краљевска академија.
- Wortley, John, ур. (2010). John Skylitzes: A Synopsis of Byzantine History, 811–1057. New York: Cambridge University Press.
- Arhiđakon, Toma (2003). Historia Salonitana. Književni krug, Split.
- Свети Сава: Сабрани списи, Хиландарска повеља Симеона Немање
- Стефан Првовенчани: Сабрани списи, Живот Светог Симеона

Литература
- Благојевић, Милош (1983). „Преглед историјске географије средњовековне Србије”. Зборник Историјског музеја Србије. 20: 45—126.
- Благојевић, Милош (1997). Државна управа у српским средњовековним земљама. Београд: Службени лист СРЈ.
- Благојевић, Милош (2004). „Велики кнез и земаљски кнез”. Зборник радова Византолошког института. 41: 293—318.
- Благојевић, Милош (2006). „Титуле принчева из куће Немањића у XII и XIII веку”. Манастир Морача. Београд: Балканолошки институт САНУ. стр. 33—44.
- Благојевић, Милош (2011). Српска државност у средњем веку. Београд: Српска књижевна задруга.
- Благојевић, Милош (2011). „Немањићи и државност Дукље-Зете-Црне Горе” (PDF). Зборник Матице српске за историју. 83: 7—24.
- Благојевић, Милош; Медаковић, Дејан (2000). Историја српске државности. 1. Нови Сад: Огранак САНУ.
- Божић, Иван (1950). „О положају Зете у држави Немањића”. Историски гласник. 3 (1-2): 97—122.
- Бубало, Ђорђе (2011). „Титуле Вукана Немањића и традиција Дукљанског краљевства”. Ђурђеви ступови и Будимљанска епархија: Зборник радова. Беране: Епископија будимљанско-никшићка. стр. 79—93.
- Budak, Neven (1994). Prva stoljeća Hrvatske. Hrvatska Sveučilišna Nakl. ISBN 978-953-169-032-4.
- Веселиновић, Андрија; Љушић, Радош (2002). Родослови српских династија. Нови Сад: Платонеум.
- Веселиновић, Андрија; Љушић, Радош (2008). Српске династије (2. изд.). Београд: Службени гласник.
- Даничић, Ђуро (1863). Рјечник из књижевних старина српских. 1. Београд.
- Динић, Михаило (1955). „Три повеље из исписа Ивана Лучића”. Зборник Филозофског факултета. Београд. 3: 69—94.
- Dragojlović, Dragoljub (1990). „Dyrrachium et les Évéchés de Doclea jusqu'a la fondation de l'Archevéche de Bar”. Balcanica. 21: 201—209.
- Живковић, Тибор (1998). „О првим поглављима Летописа Попа Дукљанина”. Историјски часопис. 44 (1997): 11—34.
- Живковић, Тибор (2002). „Дукљанско византијски рат 1072-1075”. Историјски часопис. 47 (2000): 35—57.
- Живковић, Тибор (2000). Словени и Ромеји: Славизација на простору Србије од VII до XI века (PDF). Београд: Историјски институт САНУ.
- Живковић, Тибор (2002). Јужни Словени под византијском влашћу (600—1025). Београд: Историјски институт САНУ, Службени гласник.
- Живковић, Тибор (2004). „Легенда о Павлимиру Белу” (PDF). Историјски часопис. 50 (2003): 9—32. Архивирано из оригинала (PDF) 24. 03. 2018. г. Приступљено 10. 02. 2019.
- Живковић, Тибор (2004). Црквена организација у српским земљама: Рани средњи век. Београд: Историјски институт САНУ, Службени гласник.
- Живковић, Тибор (2005). „Два питања из времена владавине краља Бодина”. Зборник радова Византолошког института. 42: 45—59.
- Живковић, Тибор (2006а). Портрети српских владара (IX-XII век). Београд: Завод за уџбенике и наставна средства.
- Живковић, Тибор (2006б). „Дукља између Рашке и Византије у првој половини XII века”. Зборник радова Византолошког института. 43: 451—466.
- Živković, Tibor (2008). Forging unity: The South Slavs between East and West 550-1150. Belgrade: The Institute of History.
- Živković, Tibor (2012). De conversione Croatorum et Serborum: A Lost Source. Belgrade: The Institute of History.
- Живковић, Тибор (2013). De conversione Croatorum et Serborum: Изгубљени извор Константина Порфирогенита. Београд: Завод за уџбенике.
- Zagarčanin, Mladen (2015). „Novi pečat arhonta Petra”. Nova antička Duklja. 6: 201—208.
- Јиречек, Константин (1952). Историја Срба — Прва књига до 1537. године: Политичка историја. Научна књига, Београд.
- Jagić, Vatroslav (1867). Historija književnosti naroda hrvatskoga i srpskoga — Staro doba. Knjiga Prva, JAZU, Zagreb.
- Калић, Јованка (1979). „Црквене прилике у српским земљама до стварања архиепископије 1219. године”. Сава Немањић-свети Сава: Историја и предање. Београд: САНУ. стр. 27—53.
- Калић, Јованка (1981а). „Српски велики жупани у борби с Византијом”. Историја српског народа. 1. Београд: Српска књижевна задруга. стр. 197—211.
- Калић, Јованка (1981б). „Борбе и тековине великог жупана Стефана Немање”. Историја српског народа. 1. Београд: Српска књижевна задруга. стр. 251—262.
- Katičić, Radoslav (1982). „Imena dalmatinskih biskupija i njihovih biskupa u aktima ekumenskoga koncila u Nikeji godine 787.”. Filologija. 11: 75—92.
- Ковачевић, Јован (1955). „Традиција о Дукљанском краљевству код Немањића”. Историски часопис. 5: 291—294.
- Ковачевић, Јован (1967). „Од доласка Словена до краја XII вијека” (PDF). Историја Црне Горе. 1. Титоград: Редакција за историју Црне Горе. стр. 279—444.
- Коматина, Ивана (2016). Црква и држава у српским земљама од XI до XIII века. Београд: Историјски институт.
- Коматина, Предраг (2011). „Византијска титула Константина Бодина”. Зборник радова Византолошког института. 48: 61—76.
- Коматина, Предраг (2012). „Србија и Дукља у делу Јована Скилице”. Зборник радова Византолошког института. 49: 159—186.
- Коматина, Предраг (2014). „Идентитет Дукљана према De administrando imperio”. Зборник радова Византолошког института. 51: 33—46.
- Komatina, Predrag (2017). „Dalmatian bishops at the Council of Nicaea in 787 and the status of the Dalmatian church in the eighth and ninth centuries”. Imperial Spheres and the Adriatic. Byzantium, the Carolingians and the Treaty of Aachen (812). London-New York: Routledge. стр. 253—260.
- Коматина, Предраг (2021). Константин Порфирогенит и рана историја Јужних Словена. Београд: Византолошки институт. Архивирано из оригинала 13. 08. 2022. г. Приступљено 31. 08. 2022.
- Митровић, Катарина (2017). „Краљевство од искона: Барска (архи)епископија и Дукља”. Српска краљевства у средњем веку. Краљево: Град Краљево. стр. 47—83.
- Митровић, Катарина (2019). „Барска (архи)епископија у држави Бодинових наследника”. Црквене студије. 16 (2): 477—499.
- Мишић, Синиша (2014). Историјска географија српских земаља од 6. до половине 16. века. Београд: Магелан Прес.
- Orbini, Mauro (1601). Il Regno de gli Slavi hoggi corrottamente detti Schiavoni. Pesaro: Apresso Girolamo Concordia.
- Орбин, Мавро (1968). Краљевство Словена. Београд: Српска књижевна задруга.
- Острогорски, Георгије (1969). Историја Византије. Београд: Просвета.
- Острогорски, Георгије (1970). Византија и Словени. Београд: Просвета.
- Петровић, Радмило (1991). „Драчка митрополија у светлу археолошких налаза”. Становништво словенског поријекла у Албанији. Титоград: Историјски институт. стр. 131—135.|chapter-url=https://www.rastko.rs/rastko-al/zbornik1990/rpetrovic-dracka.php}}%5B%5D
- Пириватрић, Срђан (2018). „Кнез Владимир и Диоклитија између Римско-византијског и Бугарског царства”. У спомен и славу Светог Јована Владимира. 6 (1). Цетиње: Светигора. стр. 13—41.
- Порчић, Небојша (2020). „Вукан Немањић - крунисани и миропомазани краљ?”. Стефан Првовенчани и његово доба. Београд: Историјски институт. стр. 63—80.
- Савић, Виктор (2018). „Српски језик у Диоклији у доба кнеза Јована Владимира”. У спомен и славу Светог Јована Владимира. 6 (2). Цетиње: Светигора. стр. 134—160.
- Schlumberger, Gustave (1884). Sigillographie de l'Empire byzantin. Paris: Ernest Leroux.
- Станковић, Владан Д. (2014). „Од Дукље до Бара: Стварање Барске архиепископије”. Црквене студије. 11: 275—283.
- Ћирковић, Сима (1970). „Зета у држави Немањића” (PDF). Историја Црне Горе. 2 (1). Титоград: Редакција за историју Црне Горе. стр. 3—93.
- Ћирковић, Сима (1981а). „Осамостаљивање и успон дукљанске државе”. Историја српског народа. 1. Београд: Српска књижевна задруга. стр. 180—196.
- Ћирковић, Сима (1981б). „Унутрашње и спољне кризе у време Немањиних наследника”. Историја српског народа. 1. Београд: Српска књижевна задруга. стр. 263—272.
- Ћирковић, Сима (1995). Срби у средњем веку. Београд: Идеа.
- Ћирковић, Сима (2004). Срби међу европским народима. Београд: Equilibrium.
- Ћирковић, Сима; Михаљчић, Раде, ур. (1999). Лексикон српског средњег века. Београд: Knowledge.
- Ćirković, Sima (2020). Živeti sa istorijom. Belgrade: Helsinški odbor za ljudska prava u Srbiji.
- Ћоровић, Владимир (1933). Историја Југославије. Београд: Народно дело.
- Fine, John Van Antwerp Jr. (1991) [1983]. The Early Medieval Balkans: A Critical Survey from the Sixth to the Late Twelfth Century. Ann Arbor, Michigan: University of Michigan Press.